# Монфор-сюр-Аржан
Монфо́р-сюр-Аржа́н (фр. Montfort-sur-Argens) — коммуна на юго-востоке Франции в регионе Прованс — Альпы — Лазурный берег, департамент Вар, округ Бриньоль, кантон Бриньоль.
Площадь коммуны — 11,92 км², население — 1066 человек (2006) с выраженной тенденцией к росту: 1269 человек (2012), плотность населения — 106,0 чел/км².

## Население
Население коммуны в 2011 году составляло — 1239 человек, а в 2012 году — 1269 человек.
| 1962 | 1968 | 1975 | 1982 | 1990 | 1999 | 2005 | 2006 | 2010 | 2011 | 2012 |
| ---- | ---- | ---- | ---- | ---- | ---- | ---- | ---- | ---- | ---- | ---- |
| 537  | 542  | 502  | 551  | 705  | 869  | 1041 | 1066 | 1209 | 1239 | 1269 |

Динамика населения:

## Экономика
В 2010 году из 683 человек трудоспособного возраста (от 15 до 64 лет) 463 были экономически активными, 220 — неактивными (показатель активности 67,8 %, в 1999 году — 61,4 %). Из 463 активных трудоспособных жителей работали 408 человек (223 мужчины и 185 женщин), 55 числились безработными (20 мужчин и 35 женщин). Среди 220 трудоспособных неактивных граждан 51 были учениками либо студентами, 86 — пенсионерами, а ещё 83 — были неактивны в силу других причин.
На протяжении 2010 года в коммуне числилось 522 облагаемых налогом домохозяйства, в которых проживало 1199,5 человек. При этом медиана доходов составила 16 тысяч 259 евро на одного налогоплательщика.